# Comuna de Stare Juchy
Stare Juchy (polaco: Gmina Stare Juchy) é uma gminy (comuna) na Polónia, na voivodia de Vármia-Masúria e no condado de Ełcki. A sede do condado é a cidade de Stare Juchy.
De acordo com os censos de 2004, a comuna tem 4023 habitantes, com uma densidade 20,5 hab/km².

## Área
Estende-se por uma área de 196,55 km², incluindo:
- área agrícola: 59%
- área florestal: 17%

## Demografia
Dados de 30 de Junho 2004:
|                      | Total   | Total | Mulheres | Mulheres | Homens  | Homens |
| -------------------- | ------- | ----- | -------- | -------- | ------- | ------ |
|                      | pessoas | %     | pessoas  | %        | pessoas | %      |
| População            | 4023    | 100   | 1976     | 49,1     | 2047    | 50,9   |
| Densidade (pop./km²) | 20,5    | 100   | 10,1     | 10,1     | 10,4    | 10,4   |

De acordo com dados de 2002, o rendimento médio per capita ascendia a 1438,16 zł.

## Subdivisões
- Bałamutowo, Czerwonka, Dobra Wola, Gorło, Gorłówko, Grabnik, Jeziorowskie, Kałtki, Królowa Wola, Laśmiady, Liski, Nowe Krzywe, Olszewo, Orzechowo, Ostrów, Panistruga, Płowce, Rogale, Rogalik, Sikory Juskie, Skomack Wielki, Stare Juchy, Stare Krzywe, Szczecinowo, Zawady Ełckie.

## Comunas vizinhas
- Ełk, Orzysz, Świętajno, Wydminy